# Miss Universo Bulgaria
Miss Universo Bulgaria (en búlgaro: Мис Вселена България, romanizado: Mis Vselena Bŭlgariya) es un concurso de belleza nacional en Bulgaria. Se encarga de seleccionar a la representante del país para el concurso Miss Universo.

## Ganadoras
: Declarada como ganadora
     : Terminó como finalista
     : Terminó como una de las semifinalistas o cuartofinalistas
     : Terminó como ganadora de premios especiales
| Año                           | Provincia    | Miss Universo Bulgaria      | Nombre en búlgaro           | Posición en Miss Universo | Premios especiales | Notas |             |
| ----------------------------- | ------------ | --------------------------- | --------------------------- | ------------------------- | ------------------ | --- | ----------- |
| 2025                          |              | Gaby Guha                   | Габи Гуха                   |                           |                    | |             |
| 2024                          | Jaskovo      | Elena Vian                  | Елена Виан                  | No clasificó              |                    | |             |
| 2023                          | Kerch        | Yuliia Pavlikova            | Юлия Павликова              | No clasificó              |                    | |             |
| 2022                          | Vratsa       | Kristina Plamenova          | Кристина Пламенова          | No clasificó              |                    | |             |
| 2021                          | Plovdiv      | Elena Danova                | Елена Данова                | No clasificó              |                    | |             |
| 2020                          | Sofía        | Radinela Chusheva           | Радинела Чушева             | No clasificó              |                    | |             |
| 2019                          | Vratsa       | Lora Asenova                | Лора Асенова                | No clasificó              |                    | |             |
| 2018                          | Plovdiv      | Gabriela Topalova           | Габриела Топалова           | No clasificó              |                    | |             |
| 2017                          | Sofía        | Nikoleta Todorova           | Николета Тодорова           | No clasificó              |                    | Nikoleta Todorova reemplazó a la ganadora original de Miss Universo Bulgaria 2017, Mira Simeonova de Sofía, debido a que Mira no cumplió con los requisitos de edad mínima; Todorova fue una finalista en el concurso. |             |
| 2016                          | Sofía        | Violina Ancheva             | Виолина Анчева              | No clasificó              |                    | |             |
| 2015                          | Vratsa       | Radostina Todorova          | Радостина Тодорова          | No clasificó              |                    | |             |
| 2014                          | Sofía        | Kristina Georgieva          | Кристина Георгиева          | No clasificó              |                    | |             |
| 2013                          | Sofía        | Veneta Krasimirova Krasteva | Венета Красимирова Кръстева | No clasificó              |                    | |             |
| 2012                          | Blagóevgrad  | Zhana Yaneva                | Жана Янева                  | No clasificó              |                    | |             |
| No compitió entre 2010 y 2011 |              |                             |                             |                           |                    | |             |
| 2009                          | Ruse         | Elitsa Lubenova             | Елица Любенова              | No clasificó              |                    | |             |
| 2008                          | No compitió  | No compitió                 | No compitió                 | No compitió               | No compitió        | No compitió |             |
| 2007                          | Sofía        | Gergana Kochanova           | Гергана Кочанова            | No clasificó              |                    | |             |
| 2006                          | Stara Zagora | Galena Dimova               | Галена Димова               | No clasificó              |                    | |             |
| 2005                          | Sofía        | Galina Gancheva             | Галина Ганчева              | No clasificó              |                    | |             |
| 2004                          | Sofía        | Ivelina Petrova             | Ивелина Петрова             | No clasificó              |                    | |             |
| 2003                          | Sofía        | Elena Tihomirova            | Елена Тихомирова            | No clasificó              |                    | |             |
| 2002                          | Sofía        | Elina Georgieva             | Елина Георгиева             | No clasificó              |                    | |             |
| 2001                          | Varna        | Ivayla Bakalova             | Ивайла Бакалова             | No clasificó              |                    | |             |
| 2000                          | Vratsa       | Magdalina Valchanova        | Магдалина Вълчанова         | No clasificó              |                    | |             |
| 1999                          | No compitió  | No compitió                 | No compitió                 | No compitió               | No compitió        | No compitió | No compitió |
| 1998                          | Sofía        | Natalia Gourkova            | Наталия Гуркова             | No clasificó              |                    | |             |
| 1997                          | Varna        | Krasimira Todorova          | Красимира Тодорова          | No clasificó              |                    | |             |
| 1996                          | Sofía        | Maria Sinigerova            | Мария Синигерова            | No clasificó              |                    | |             |
| 1995                          | Sofía        | Boiana Dimitrova            | Бояна Димитрова             | No clasificó              |                    | |             |
| 1994                          | Sofía        | Nevena Marinova             | Невена Маринова             | No clasificó              |                    | |             |
| 1993                          | Sofía        | Lilia Koeva                 | Лилия Коева                 | No clasificó              |                    | |             |
| 1992                          | Sofía        | Mihaela Nikolova            | Михаела Николова            | No clasificó              |                    | |             |
| 1991                          | Sofía        | Kristina Drumeva            | Кристина Друмева            | No clasificó              |                    | |             |